# Paul Morlet
Paul Morlet, né le 30 mars 1990 à Lyon, est un entrepreneur français, cofondateur avec Xavier Niel de Lunettes Pour Tous.
Ayant grandi dans une famille modeste dans la banlieue de Lyon, il se destine d'abord à travailler pour la SNCF, après un BEP et un baccalauréat en alternance. Il quitte finalement l'entreprise publique en 2010 pour lancer Lulu Frenchie, sa première entreprise, qui conçoit des lunettes recouvertes de papier perforé, ce qui permet d'y faire des impressions sans obstruer la vue.
En 2014, il cofonde Lunettes pour tous avec Xavier Niel. Leur ambition est alors de bousculer le marché de l'optique, qu'ils considèrent comme trop cher.

## Biographie

### Enfance et formation
Paul Morlet nait le 30 mars 1990 dans une ZEP de la banlieue de Lyon, d'un père formateur dans le BTP et d'une mère secrétaire d'école. Il obtient un BEP d'électricien puis entre à la SNCF via un baccalauréat professionnel en alternance, où il passe deux années à rétablir des lignes sur les voies de chemin de fer.
Du fait de la crise, son contrat n'aboutit pas, et Paul Morlet se contente alors de petites activités pour arrondir ses fins de mois, comme fabriquer des décodeurs Canal+ ou pirater des consoles de jeux vidéo. Il devient à cette époque vice-champion de France junior de rollers.

### Carrière entrepreneuriale

#### Lulu Frenchie
Alors qu'il vient de quitter la SNCF, en 2010, Paul Morlet remarque en regardant une partie de poker à la télévision qu'il y a de la publicité partout, sauf sur les lunettes des joueurs. Il décide alors de reproduire un procédé vu sur la vitre d'un bus, en collant du papier microperforé sur des verres de lunettes. Il lance le projet avec 3 000 euros d'économies, avec peu de succès dans un premier temps.
Il décide de les promouvoir sous la marque Lulu Frenchie et de fournir des paires à leur effigie à des stars comme Lady Gaga ou les Black Eyed Peas. Il s’arrange alors pour leur faire remettre une paire en backstage ou sur scène. Certaines d'entre elles finissent par les porter, assurant la visibilité de la marque.
Dès lors, Paul Morlet reçoit des commandes de grandes entreprises comme le Paris Saint-Germain, ou le Tour de France. Il embauche rapidement quelques personnes pour faire face à la demande. En 2012, il vend 500 000 paires et réalise un chiffre d'affaires d'un million d'euros.

#### Lunettes Pour Tous
En 2013, il envoie un mail à Xavier Niel pour le féliciter de l'ouverture de l'école 42, qui finit par accepter de le rencontrer. C'est lui qui suggère de s'intéresser aux lunettes de vue, que le propriétaire d'Iliad trouve trop chères en France. À l'époque, Paul Morlet sait déjà, grâce à Lulu Frenchie, que des montures de lunettes peuvent être achetées pour quelques centimes en Chine. Pourtant, c'est également le cas des verres, achetés quelques euros et souvent revendus plusieurs dizaines de fois plus cher par les opticiens. Avec l'objectif de « rendre les lunettes de vue accessibles à tous », ils créent la marque Lunettes Pour Tous dont le premier magasin ouvre à Paris en 2014. Xavier Niel investit 1 million d'euros dans le projet et prend 50 % du capital de l'entreprise,. Cela alors que Paul Morlet n'a a priori pas les connaissances requises, ce qui fera dire à Niel que « si Morlet avait été opticien depuis 10 ans, il aurait été bien plus difficile de réinventer ce marché ». La promesse est celle de fournir des lunettes adaptées à la vue du client en dix minutes, grâce à une forte automatisation et à la confection des verres sur place. 
La création de Lunettes Pour Tous vaut à Paul Morlet d'intégrer en 2017 la liste des 340 jeunes entrepreneurs et leaders les plus influents d’Europe du magazine Forbes. Le modèle économique de l'enseigne se base sur de faibles marges commerciales compensées par un volume important de ventes.

### Animateur de télévision
En 2017, Paul Morlet coprésente Les Français ont du génie ! sur TF1, avec Valérie Damidot. Dans cette émission de télé-réalité, des Français anonymes s'affrontent dans une compétition pour désigner la meilleure invention.